# George Latham
George Latham (Newtown, 1º gennaio 1881 – Newtown, 9 luglio 1939) è stato un allenatore di calcio e calciatore gallese, di ruolo centrocampista.
Fu un veterano della seconda guerra boera (1899-1902) e della prima guerra mondiale, e venne insignito della Military Cross per le sue azioni a Gaza, Palestina e Turchia tra il 1917 e il 1918. Concluse la sua carriera militare con il grado di Capitano.

## Carriera

### Allenatore
Fu l'allenatore della Nazionale britannica che partecipò ai Giochi olimpici del 1920, guidò la Nazionale per un'unica partita nella quale il Regno Unito perse 3-1 contro la Norvegia.